# Список рас «Зоряних війн»
Раси й істоти вигаданого всесвіту «Зоряних війн»:

## А
Аар'аа — раса рептилоїдів-хамелеонів із планети Аар; високі, мускулисті, що віддалено нагадують людей, із плямистою шкірою, пазуристими кінцівками та тонким шкірястим гребенем уздовж спини, мають товсті надбрівні дуги, що майже приховують маленькі світні очі.

## Б
Барабел — розумні двоногі рептилії, покриті чорною лускою, з важкими щелепами та гострими зубами, відомі своїми мисливськими талантами й уміннями слідопитів, живуть невеликими групами, очолюваними ватажками, агресивні й одночасно гранично віддані сім'ї.
Белдон — величезна істота, що живе в нижніх рівнях атмосфери Беспина, на яку заборонене полювання, нагадує надуту повітрям кулю, харчуються повітряним планктоном, має здатність оточувати себе слабким електричним полем.
Бітхи — раса, що відрізняється укрупненим круглим черепом, блідою шкірою, великими очима, позбавленими вік, і довгими спритними пальцями; не знають страху або пристрасті, їм не потрібен сон; репродукуються в лабораторіях, взявши генетичний матеріал у батьків.
Ботани — раса двоногих, покритих хутром істот із планети Ботавуі; політики за природою, неперевершені майстри торгувати інформацією; тримають шпигунську мережу, що перевершує будь-які подібні формування, які тільки могли створити Імперія або Стара Республіка; після Битви біля Явіна приєдналися до повстанського Альянсу.

## В
Вукі — розумна раса високих, вкритих шерстю гуманоїдів, які жили на планеті Кашиїк

## Г
Гаморріанці — досить великі, свиноподібні антропоїди із планети Гаморр, войовнича раса з матріатним устроєм примітивного суспільства, поширена по всій Галактиці; найчастіше служать охоронцями та солдатами; злісні, сильні, але неповороткі.
Гунгани — болотяний народ Набу. Амфібії з довгими вухами та жовтими очима. Гунгани могли жити як на поверхні, так і у воді. Міста гунганів знаходились у підземному океані планети Набу. Відомі представники виду: Джа-Джа Бінкс, Бос Нас, Бос Ліоні.

## Д
Деваронці — всеїдна раса, харчова система якої дозволяє переварювати практично будь-яку їжу; чоловічі та жіночі особини разюче відрізняються по зовнішньому вигляду та темпераменту (чоловіки, як правило, неагресивні створення із гладкою безволосою шкірою та короткими ріжками на голові; жінки покриті хутром і мають схильність домінувати).
Дуроси - гуманоїдна раса з синьою або зеленою шкірою, червоними очима, безгубими ротами і витягнутими безносими обличчями.

## К
Кашибанці — зайцеподібні істоти з планети Кашиба. Вони мали можливість ходити на чотирьох, так і на двох кінцівках. Хоча їх плутають з домашніми вихованцями, кашибанці були розумними істотами з розвиненою культурою.Кашибанці вміють змінювати колір залежно від того спокійні (тоді вони білі ) вони чи у відчаї (тоді вони чорнішають).

## Л
Люди — панівна раса Галактичної Держави. Раса Люди у свою чергу поділяються на різні Національності: Корусантці, Татуїнці, Набуанці і так далі. 
Ланніки — двоногі гуманоїди зі звисаючими, довгими вухами, які родом з Ланніка, планети з багатою воєнною історією

## М
Мандалорці — благородні воїни. Внаслідок майже цілковитого винищення змушені працювати «мисливцями за головами».

## Н
Неймодіанці
Незаконною діяльністю довгий час займалася і Торгова Федерація на чолі з неймодіанцями. Хоча у фінансових питаннях хоробрі й агресивні, насправді вони виявляються боягузливими, жадібними і своєкорисливими.
Такого менталітету багато в чому сприяють перші роки життя неймодіанців, народжених личинками, яких кладуть у закриті вулики з обмеженою кількістю їжі, явно недостатнім для виживання всіх. Природно, виникає жорстка конкуренція, в результаті якої всі слабкі особини гинуть. Коли личинки досягають семирічного віку, вони виходять з вуликів, пізнавши страх смерті і розвинувши накопичувальні здібності, а також прагнення в що б те не стало захистити нажите, або захоплене майно.Відомі представники: віце-король Торгової Федерації Нут Ганрей, його помічник Руне Хаако, сенатор від Торгової Федерації Лотт Дод.

## Т
Тойдаріанці
Як і їх родичі хатти, тойдаріанці не чутливі до впливу Сили.￼
Відомі представники: Ватто - продавець запчастин з Татуїна та рабовласник Енекіна та Шмі Скайвокер.
Тогрути (англ. Togruta)
Відомі особи: Шаак Ті ,Асока Тано і губернатор Рошті. Раса гуманоїдів з планети Шили. У тогрутів може бути шкіра найрізноманітніших кольорів, переважно червоного. Відмінною особливістю цієї раси є наявність від двох до чотирьох відростків на голові , з допомогою яких тогрути здатні на пасивну ехолокацію. Лагідні і миролюбні істоти; більшість з них присвятило себе занять мистецтвом і досягли в цьому чималих успіхів,проте при необхідності самозахисту показують себе як дуже здібні бійці.

## Ф
Флекеї - 😞🤷🏿‍♂️